# Collongues (Altos Pirenéus)
Collongues é uma comuna francesa na região administrativa de Occitânia, no departamento dos Altos Pirenéus. Estende-se por uma área de 2,14 km². Em 2010 a comuna tinha 151 habitantes (densidade: 70,6 hab./km²).